# Konotacija
Konotacija (iz Latinskog jezika con-, „sa-“, „zajedno-“, i notatio, „napomena“) je izraz s nizom značenja. Posebno se koristi na području logike i jezikoslovlja. 
Na području logike "konotacija" opisuje sadržaj riječi. Prema rječnicima konotacija je misaona radnja, ukupnost asocijacija koje povezuju riječ i njezino značenje, odnosno dodavanje denotaciji. 